# Мильцы (Полтавская область)
Мильцы (укр. Мильці) — село,
Супруновский сельский совет,
Полтавский район,
Полтавская область,
Украина.
Код КОАТУУ — 5324085207. Население по переписи 2001 года составляло 693 человека.

## Географическое положение
Село Мильцы находится в 3-х км от города Полтава, в 0,5 км от сёл Супруновка и Куклинцы.
По селу протекает пересыхающий ручей с запрудой.
Рядом проходит автомобильная дорога М-03.

## Экономика
- ООО «Мясная ярмарка „Добрыня 2007“».

## Объекты социальной сферы
- Школа.

## Достопримечательности
- Братская могила советских воинов.